# 瑪格麗塔·內肯
瑪格麗塔·內肯（西班牙語：Margarita Nelken，1894年7月5日—1968年3月5日），是西班牙的左翼政治人物、女權主義者和作家，亦是1930年代西班牙婦女運動的核心人物之一。內肯曾在1931年西班牙大選中與克拉拉·坎波阿蒙、維多利亞·肯特被選為首批國會議員，並在1933年和1936年議會選舉中兩次成功連任。期間她因為被政府指控涉嫌參與阿斯圖里亞斯罷工事件遭到停權，而被迫前往法國避難，直到1936年初回國。西班牙內戰結束前，內肯投身於共和陣營繼續在議會領導同國民軍抗爭，共和派戰敗之後，她流亡到墨西哥並逝世於此。